# إليسا راميريز
إليسا راميريز (بالإسبانية: Elisa Ramírez)‏ هي ممثلة إسبانية، ولدت في 2 ديسمبر 1943 في بلنسية في إسبانيا.

## وصلات خارجية
- إليسا راميريز على موقع IMDb (الإنجليزية)
- إليسا راميريز على موقع قاعدة بيانات الفيلم (الإنجليزية)